# Mauricio Espinosa
Mauricio Espinosa (* 6. Mai 1972 in Montevideo) ist ein ehemaliger uruguayischer Fußballschiedsrichter, der in internationalen Spielen als Schiedsrichterassistent zum Einsatz kam. Weltweit wurde er bekannt, als er im Achtelfinale Deutschland gegen England bei der Fußball-Weltmeisterschaft 2010 dem Schiedsrichter ein klares Tor Frank Lampards nicht anzeigte.

## Leben
Espinosa arbeitet hauptberuflich als Lehrer. Er spricht Englisch und Spanisch.

## Laufbahn als Schiedsrichter
Espinosa hatte ab 2006 internationale Einsätze. Beim Fußballturnier der Olympischen Sommerspiele 2008 in Peking agierte er bei drei Partien als Linienrichter.

### Weltmeisterschaft 2010
Bei der Fußball-Weltmeisterschaft 2010 war Espinosa als Assistent des ebenfalls uruguayischen Schiedsrichters Jorge Larrionda in vier Spielen im Einsatz: in der Gruppe D bei Australien gegen Serbien, in der Gruppe E bei Kamerun gegen Dänemark, beim Vorrundenspiel Elfenbeinküste gegen Portugal in der Gruppe G sowie beim Achtelfinalspiel Deutschland gegen England. In der 38. Spielminute schoss Frank Lampard an die Querlatte des deutschen Tors, von wo der Ball etwa 40 Zentimeter hinter der Torlinie aufkam und wieder an die Latte zurücksprang, ehe der deutsche Torwart Manuel Neuer den Ball sichern konnte. Espinosa entschied auf Nachfrage von Schiedsrichter Larrionda auf „weiterspielen“. Nach dem Spiel löste der Fehler Espinosas ein großes Medienecho aus, was eine Diskussion über die Einführung technischer Hilfsmittel im Fußball, wie etwa des Videobeweises, zur Folge hatte. Die FIFA erklärte, dass Espinosa und Larrionda keine weiteren Einsätze bei der Weltmeisterschaft 2010 haben würden.

### Weltmeisterschaft 2018
Im Mai 2018 war Espinosa als Assistent von Andrés Cunha zusammen mit dem zweiten Assistenten Nicolás Tarán als eines von 36 Schiedsrichtergespannen bei der Weltmeisterschaft 2018 in Russland im Einsatz. Das Gespann leitete zwei Vorrundenspiele und das Halbfinale zwischen Frankreich und Belgien (1:0).